# Ahmet Davutoğlu

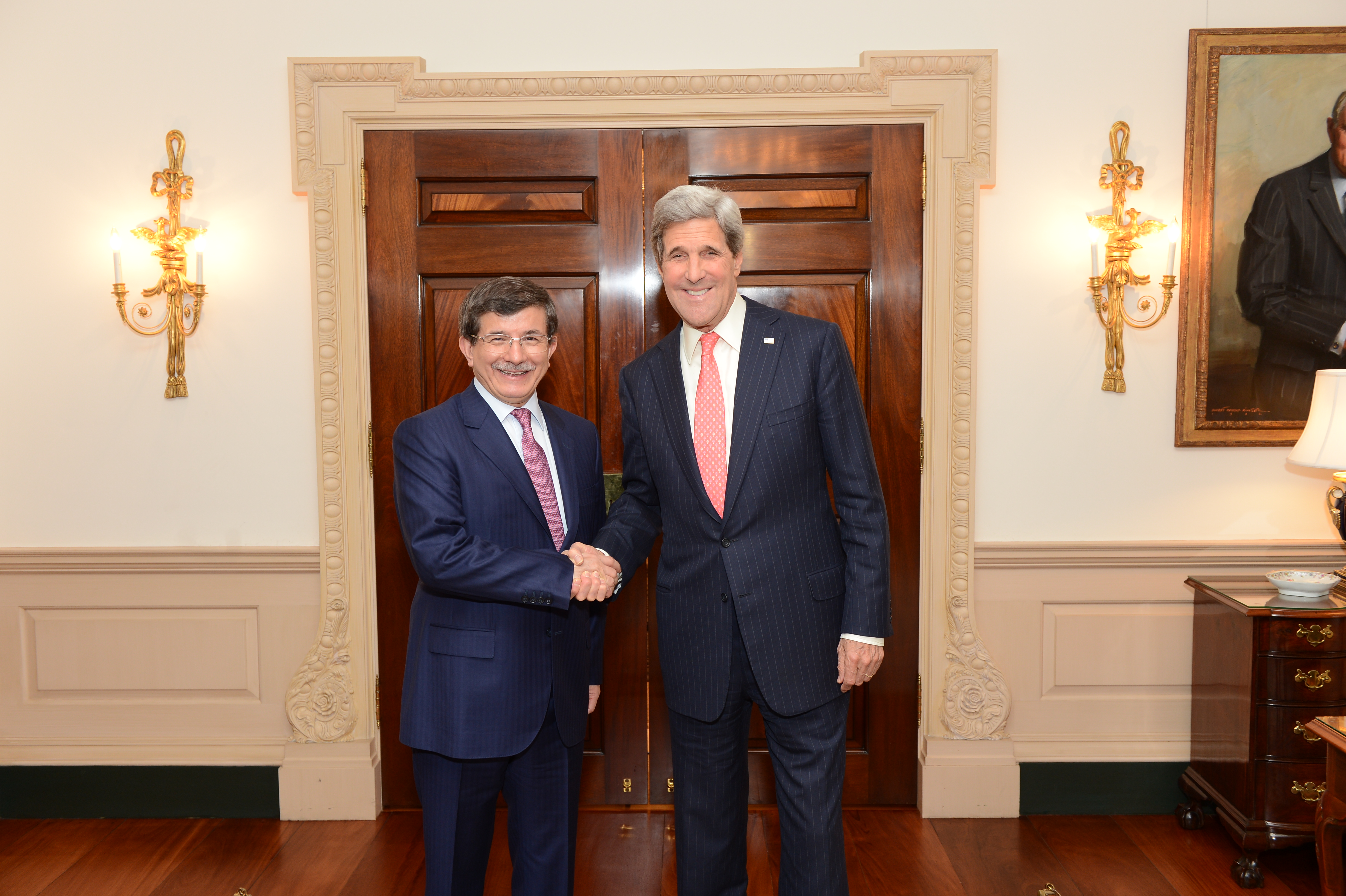
Ahmet Davutoğlu i John Kerry (2013)

Ahmet Davutoğlu (wym. [ahˈmet daˈvutoːɫu]; ur. 26 lutego 1959 w m. Taşkent w prowincji Konya) – turecki polityk i politolog, profesor, deputowany, w latach 2009–2014 minister spraw zagranicznych, w latach 2014–2016 premier Turcji i przewodniczący Partii Sprawiedliwości i Rozwoju (AKP).

## Życiorys

### Wykształcenie i działalność zawodowa
Ukończył w 1977 szkołę średnią İstanbul Erkek Lisesi. Ukończył następnie studia z zakresu ekonomii i nauk politycznych na Uniwersytecie Boğaziçi w Stambule. Na tej samej uczelni uzyskał również magisterium z administracji publicznej oraz doktorat w zakresie nauk politycznych i stosunków międzynarodowych. Na początku lat 90. pracował na stanowisku profesorskim na Universiti Islam Antarabangsa Malaysia w Malezji. Utworzył i kierował na tym uniwersytecie katedrą nauk politycznych. Po powrocie do Turcji wykładał na Uniwersytecie Marmara w Stambule. Pracował także na prywatnej uczelni Beykent Üniversitesi w tym samym mieście, na której był również kierownikiem katedry stosunków międzynarodowych. Wykładał ponadto w szkołach wojskowych. Uzyskał w międzyczasie pełną profesurę.
Autor publikacji naukowych, w których zajął się m.in. analizami tureckiej polityki zagranicznej oraz kwestiami współistnienia teorii politycznych wywodzących się z kręgów świata zachodniego i islamskiego. W swoich tekstach postulował, by Turcja wykorzystała swoje atuty (w postaci szczególnego położenia geograficznego oraz powiązań historycznych i kulturowych) do wzmacniania swojej pozycji i rozszerzania wpływów w takich regionach jak Bliski Wschód, Azja Środkowa, Kaukaz Południowy i Bałkany.

### Działalność polityczna
W styczniu 2003 prezydent Ahmet Necdet Sezer oraz premier Abdullah Gül nadali mu tytuł ambasadora. Był też głównym doradcą tegoż premiera do spraw polityki zagranicznej, pozostając na tej funkcji również za rządów jego następcy Recepa Tayyip Erdoğana. 1 maja 2009 dołączył do gabinetu lidera AKP, obejmując w nim stanowisko ministra spraw zagranicznych. Urząd ten sprawował również w dwóch kolejnych rządach do sierpnia 2014. Jako doradca oraz minister stał się twórcą głównego nurtu tureckiej polityki zagranicznej opartej na tradycji neoosmańskiej. W 2011 z ramienia Partii Sprawiedliwości i Rozwoju po raz pierwszy uzyskał mandat deputowanego do Wielkiego Zgromadzenia Narodowego Turcji. Odnawiał go w wyborach w czerwcu 2015 i listopadzie 2015, zasiadając w parlamencie do 2018.
W sierpniu 2014 został nowym przewodniczącym AKP, zastępując wybranego na prezydenta Recepa Tayyip Erdoğana. Ten ostatni został zaprzysiężony 28 sierpnia 2014. Ahmet Davutoğlu został wówczas pełniącym obowiązki premiera, a następnego dnia objął stanowisko premiera. W wyborach z czerwca 2015 Partia Sprawiedliwości i Rozwoju utraciła większość w parlamencie; wobec niemożności znalezienia partnera koalicyjnego konieczne stało się powołanie rządu tymczasowego z dotychczasowym premierem. Przedterminowe wybory parlamentarne odbyły się w listopadzie 2015, AKP uzyskała w ich wyniku większość bezwzględną w parlamencie kolejnej kadencji. Ahmet Davutoğlu w tym samym miesiącu po raz trzeci został premierem.
W międzyczasie pogorszeniu ulegały jego relacje z Recepem Tayyipem Erdoğanem, który zmierzał do wzmocnienia uprawnień wykonawczych prezydenta. W maju 2016 polityk po spotkaniu z prezydentem ogłosił zwołanie w tym samym miesiącu kongresu AKP, ogłaszając, że sam nie będzie ubiegał się o reelekcję. Nowym liderem partii został wówczas Binali Yıldırım, który 24 maja 2016 zastąpił go również na urzędzie premiera.
Zrezygnował później z członkostwa w AKP; w grudniu 2019 został przewodniczącym nowego ugrupowania pod nazwą Partia Przyszłości.

## Życie prywatne
Zawarł związek małżeński z Sare Davutoğlu; ojciec czwórki dzieci.

## Publikacje
- Alternative Paradigms: The Impact of Islamic and Western Weltanschauungs on Political Theory, University Press of America, 1993
- Civilizational transformation and the Muslim world, Mahir Publications, 1994
- Stratejik derinlik: Türkiye'nin uluslararası konumu, Küre Yayınları, 2001
- Küresel Bunalım, Küre Yayınları, 2002[3][16]
- Osmanlı medeniyeti: siyaset, iktisat, sanat, Klasik Yayınları, 2005